# 亂馬½ DoCo☆Second
《亂馬1/2 DoCo☆Second》是日本聲優組合DoCo的第2張專輯。1994年12月6日由Pony Canyon發行。

## 解說
《亂馬1/2 DoCo☆Second》是從電視動畫《亂馬1/2》誕生、由5位主要角色的聲優組成的組合「DoCo」發行的第二張原創專輯。
收錄的歌曲全都有被OVA和劇場版動畫採用。作為OVA《亂馬1/2》片頭主題曲的有「授業中小校」、「空」、「想」共3首。作為OVA《亂馬1/2》片尾主題曲的有「清正」、「消」共2首。至於「終夏休」則是劇場版動畫《亂馬1/2：超無差別決戰！亂馬隊VS傳說的鳳凰》的片頭主題曲。
此外，「消」後來經由聲優岩男潤子翻唱，並收錄在其個人專輯裡。

## 歌曲目錄
1. 純潔正確的耶誕節
  - 作詞：亂馬的歌劇團文藝部（日语：乱馬的歌劇団御一行様），作曲、編曲：安田毅
  - OVA《亂馬1/2》片尾主題曲
  - 動畫MV內容描述亂馬和小茜兩人的聖誕節
2. 上課中的小學
  - 作詞：亂馬的歌劇團文藝部，作曲、編曲：安田毅
  - OVA《亂馬1/2》片頭主題曲
  - 動畫MV內容描述天道三姊妹的父親早雲和母親兩人在青春時期的邂逅
3. 不會結束的暑假
  - 作詞：亂馬的歌劇團文藝部，作曲、編曲：安田毅
  - 電影動畫《亂馬1/2：超無差別決戰！亂馬隊VS傳說的鳳凰》片頭主題曲
  - 動畫MV內容描述小靡的形象
4. 閃亮和天空和你的呼喚
  - OVA《亂馬1/2》片頭主題曲
  - 作詞、作曲：YAWMIN，編曲：YO！
  - 動畫MV內容描述女版亂馬的形象
5. 一個戀愛逝去了
  - 作詞：亂馬的歌劇團文藝部，作曲、編曲：山本春吉（日语：山本はるきち）
  - OVA《亂馬1/2》片尾主題曲
6. 複雜的兩情相悅 (Live Version)（ (Live Version)）
  - 作詞：亂馬的歌劇團文藝部，作曲、編曲：山本春吉
  - OVA《亂馬1/2》片頭主題曲